# Un train qui part
"Un train qui part" (tradução portuguesa: "Um comboio que parte") foi a canção que representou o Mónaco no Festival Eurovisão da Canção 1973, interpretada em francês por Marie. Foi a sexta canção a ser interpretada na noite do festival, a seguir à canção norueguesa "It's Just a Game", interpretada pela banda Bendik Singers e antes da canção espanhola "Eres tú", interpretada pela banda Mocedades. No final, a canção monegasca terminou em oitavo lugar, obtendo um total de 85 pontos.

## Autores
- Letrista: Boris Bergman
- Compositor: Bernard Liamis
- Orquestrador: Jean-Claude Vannier

## Letra
A canção é sobre as pessoas que lutam para conseguir algo por si mesmas. Marie canta sobre uma rapariga da França rural que partiu da sua aldeia rumo a Paris na esperança de um encontrar ali um emprego, apesar de não saber exatamente o que irá fazer. Um comboio que parte "é um pouco como um lar... para quem não conheceu um lar".